# Barbot-Halcon/Saison 2007
Aufstellung der Mannschaft und der Siege des Teams Barbot-Halcon in der Saison 2007.

## Saison 2007

### Erfolge in der UCI Europe Tour
In der Saison 2007 gelangen dem Team nachstehende Erfolge in der UCI Europe Tour.
| Datum     | Rennen                     | Kat. | Fahrer                 |
| --------- | -------------------------- | ---- | ---------------------- |
| 6. August | 2. Etappe Volta a Portugal | 2.HC | Francisco José Pacheco |

## Team 2007

### Zugänge – Abgänge
| Zugänge                   | Team 2006               | Abgänge           | Team 2007               |
| ------------------------- | ----------------------- | ----------------- | ----------------------- |
| Alexandre Oliveira        | Paredes Rota dos Moveis | Sérgio Ribeiro    | Benfica                 |
| Pedro Soeíro              | Riberalves-Alcobaca     | David Martín      | Burgos Monumental       |
| Jorge Ferraz              | Neoprofi                | Ángel Vázquez     | LA-MSS                  |
| Ricardo Horta             | Neoprofi                | Vítor Rodrigues   | Liberty Seguros         |
| Francisco José Pacheco    | Neoprofi                | Gustavo Rodríguez | Fercase-Rota dos Móveis |
| Jesús Buendía (ab 13.06.) | 3 Molinos Resort        |                   |                         |

### Mannschaft
| Name                   | Geburtstag         | Nationalität |
| ---------------------- | ------------------ | ------------ |
| Jesús Buendía          | 28. Dezember 1982  | Spanien      |
| Jorge Ferraz           | 1. September 1983  | Portugal     |
| Ricardo Horta          | 9. Juli 1986       | Portugal     |
| Claus Michael Møller   | 3. Oktober 1968    | Dänemark     |
| Alexandre Oliveira     | 28. Dezember 1982  | Portugal     |
| Francisco José Pacheco | 27. März 1982      | Spanien      |
| Carlos Manuel Pinho    | 30. Juli 1970      | Portugal     |
| Celestino Pinho        | 2. Januar 1984     | Portugal     |
| Rui Pinto              | 24. September 1978 | Portugal     |
| Rui Sá                 | 20. Mai 1983       | Portugal     |
| Pedro Soeíro           | 11. September 1975 | Portugal     |